# César for største kvindelige filmhåb
César for største kvindelige filmhåb er blevet uddelt siden 1983.

## Uddelinger
| År   | Skuespillerinde        | Film                                       |
| ---- | ---------------------- | ------------------------------------------ |
| 2011 | Leïla Bekhti           | Tout ce qui brille                         |
| 2010 | Mélanie Thierry        | Le Dernier pour la route                   |
| 2009 | Déborah François       | Le Premier jour du reste de ta vie         |
| 2008 | Hafsia Herzi           | La Graine et le mulet                      |
| 2007 | Mélanie Laurent        | Je vais bien, ne t'en fais pas             |
| 2006 | Linh-Dan Pham          | De battre, mon coeur s'est arrêté          |
| 2005 | Sara Forestier         | L'Esquive                                  |
| 2004 | Julie Depardieu        | La Petite Lili                             |
| 2003 | Cécile de France       | L'Auberge Espagnole                        |
| 2002 | Rachida Brakni         | Chaos                                      |
| 2001 | Sylvie Testud          | Les Blessures assassines                   |
| 2000 | Audrey Tautou          | Vénus beauté (institut)                    |
| 1999 | Natacha Régnier        | La Vie rêvée des anges                     |
| 1998 | Emma de Caunes         | Un frère                                   |
| 1997 | Laurence Côte          | Les Voleurs                                |
| 1996 | Sandrine Kiberlain     | En avoir (ou pas)                          |
| 1995 | Elodie Bouchez         | Les Roseaux sauvages                       |
| 1994 | Valeria Bruni Tedeschi | Les Gens normaux n'ont rien d'exceptionnel |
| 1993 | Romane Bohringer       | Les Nuits fauves                           |
| 1992 | Géraldine Pailhas      | La Neige et le feu                         |
| 1991 | Judith Henry           | La Discrète                                |
| 1990 | Vanessa Paradis        | Noce blanche                               |
| 1989 | Catherine Jacob        | La Vie est un long fleuve tranquille       |
| 1988 | Mathilda May           | Le Cri du hibou                            |
| 1987 | Catherine Mouchet      | Thérèse                                    |
| 1986 | Charlotte Gainsbourg   | L'Effrontée                                |
| 1985 | Laure Marsac           | La Pirate                                  |
| 1984 | Sandrine Bonnaire      | A nos amours                               |
| 1983 | Sophie Marceau         | La Boum 2                                  |